# Foro Edita Barcelona

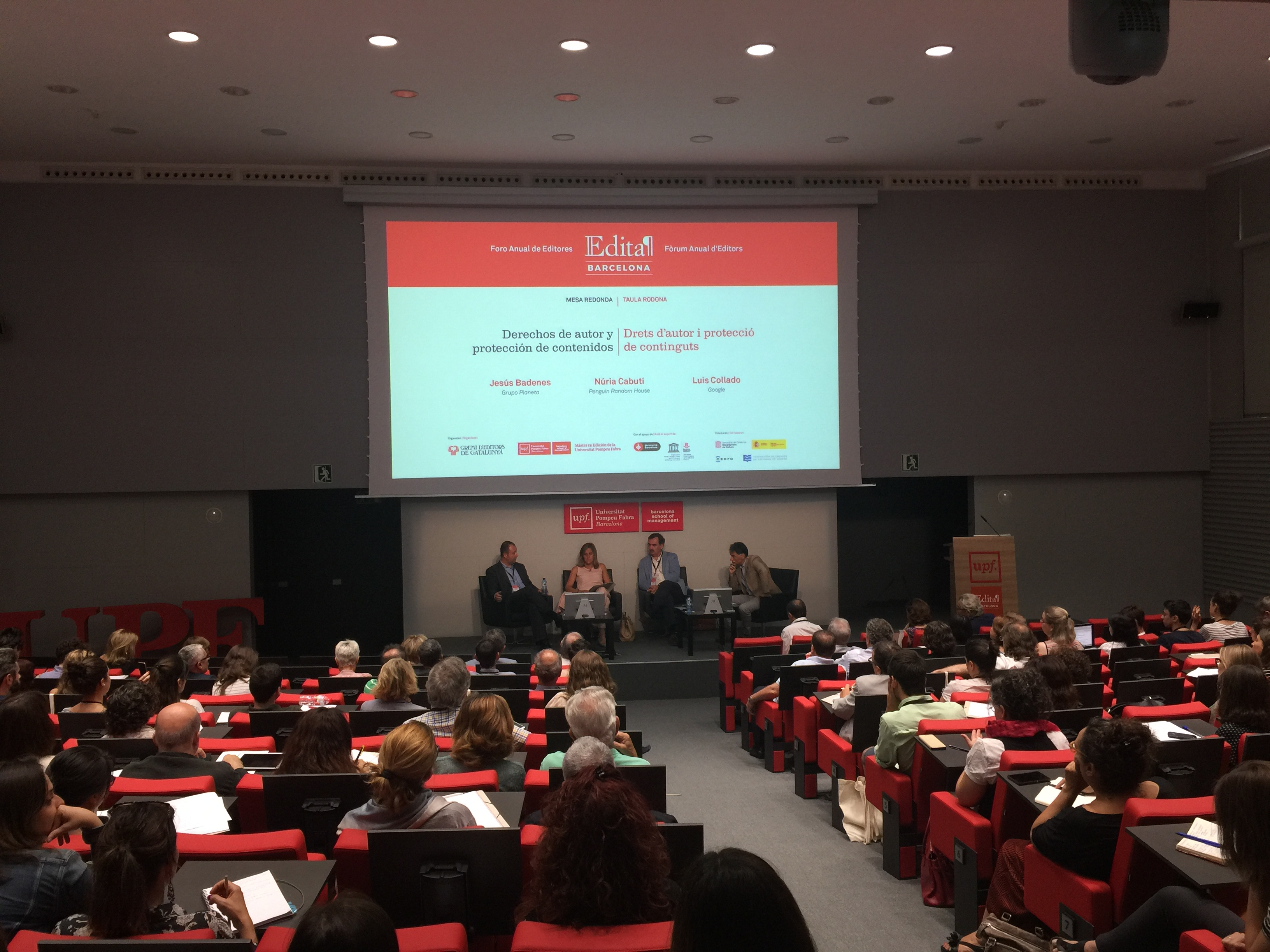
Foro Edita Barcelona

El Foro Edita Barcelona es un encuentro anual de carácter internacional que desde el año 2016 se celebra en verano en la ciudad de Barcelona. Durante tres días se organizan charlas, mesas redondas y debates sobre los aspectos más candentes de la actualidad del mundo editorial, tanto a nivel nacional como internacional, con la presencia de representantes del sector tanto de España como de países extranjeros.
Tiene lugar en las instalaciones de la Universidad Pompeu Fabra, en el campus Balmes de Barcelona y es organizada conjuntamente por el Gremio de Editores de Cataluña y el Máster en Edición de la Universidad Pompeu Fabra, con el apoyo de instituciones públicas como el Ayuntamiento de Barcelona, la Generalitat de Cataluña y el Ministerio de Cultura del gobierno de España, y de entidades del sector del libro como CEDRO y la Federación de Gremios de Editores de España.